# Delta2 Chamaeleontis
Delta2 Chamaeleontis (δ2 Chamaeleontis, förkortat Delta2 Cha, δ2 Cha) som är stjärnans Bayerbeteckning, är en ensam stjärna belägen i den sydöstra delen av stjärnbilden Kameleonten och är skild från den något svagare Delta1 Chamaeleontis med ca 6 bågminuter. Den har en skenbar magnitud på 4,42 och är synlig för blotta ögat där ljusföroreningar ej förekommer. Baserat på parallaxmätning inom Hipparcosuppdraget på ca 9,3 mas, beräknas den befinna sig på ett avstånd på ca 351 ljusår (ca 108 parsek) från solen.

## Egenskaper
Delta2 Chamaeleontis är en blå till vit stjärna i huvudserien av spektralklass B3 V. Hiltner et al. (1969) gav den klassificeringen B2,5 IV, vilket skulle betyda att den är en mer utvecklad underjättestjärna. Den har en massa som är ca 5 gånger större än solens massa, en radie som är knappt 4 gånger större än solens och utsänder från dess fotosfär drygt 500 gånger mera energi än solen vid en effektiv temperatur på ca 15 900 K.
Det är 70 procent sannolikhet att Delta2 Chamaeleontis ingår i Goulds bälte.